# Penitenciarul Văcărești
Penitenciarul Văcărești a fost un penitenciar din București, România,  care a funcționat, din 1864 până în 1973, în incinta fostei Mănăstiri Văcărești.

## Înființare

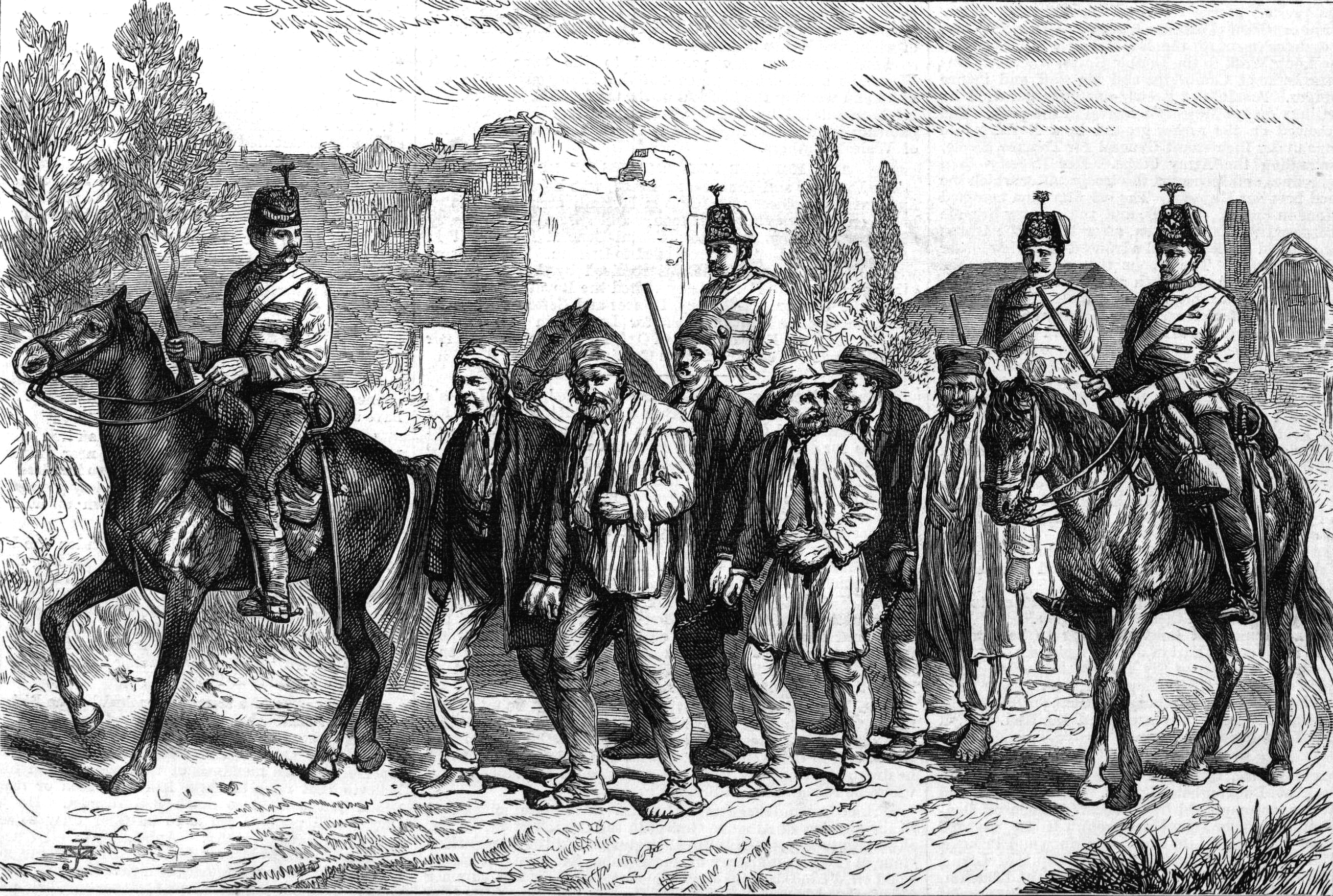
Deținuți acuzați de spionaj proveniți dintr-o tabără rusă din timpul Războiului Ruso-Turc de la 1877–1878, dirijați către închisoarea Văcărești (4 iulie 1877)

După anul 1848, Mănăstirea Văcărești a devenit temniță pentru liderii Revoluției de la 1848. Abandonată parțial între 1850 și 1864, începând cu 1864 mănăstirea a devenit închisoare cu caracter temporar, până la 1868, an în care a devenit în mod oficial închisoare publică, fiind reamenajată ulterior, corespunzător.
Penitenciarul, situat în partea de sud a orașului, a fost înființat în același an (1864) în cadrul fostei Mănăstiri Văcărești, unde inculpații găsiți vinovați de infracțiuni de presă erau deținuți din 1861.

## Penitenciarul în Regatul României
Era un loc de triaj, unde se aflau deținuți ale căror cazuri se aflau în curs de evaluare. Printre deținuți se numărau și bărbații condamnați la maximum cinci ani de închisoare și femei, care, locuiau în casa fostului stareț,  până la trei luni; cei cu termene mai lungi au fost trimiși la închisoarea Mislea⁠(en)[traduceți]. Doi medici au fost angajați în 1868, marcând începutul asistenței medicale în respectiva unitate. În 1898 s-a deschis o secție pentru deținuții bolnavi mintal, urmată de un cabinet stomatologic.
În 1919, la vârsta de 71 de ani, a fost închis la Văcărești scriitorul Ioan Slavici, sub învinuirea de a fi editat „Gazeta Bucureștilor” în timpul ocupației germane din Primul Război Mondial. Slavici a fost eliberat din închisoare după un an de detenție. Cele trăite la Văcărești au fost relatate de scriitor în volumul de memorii Închisorile mele. Între cei închiși în perioada respectivă pentru trădare s-au numărat de asemenea scriitorii Tudor Arghezi și Dumitru Karnabatt.
Până în 1930 s-a format la Văcărești un spital abilitat complet pentru pacienți cu boli infecțioase, incluzând o secție de tuberculoză și două săli de operație. Prima unitate de pază specializată din țară și-a început activitatea la Văcărești, în 1928. În 1931 erau două etaje cu optsprezece celule fiecare. În perioada interbelică, au existat criminali de drept comun și deținuți politici: delincvenți de presă și deținuți care reprezentau o amenințare la adresa securitatății naționale, în special membri ai Partidului Comunist Român (interzis). Printre aceștia din urmă s-au aflat Gheorghe Cristescu, Ilie Moscovici, Alexandru Dobrogeanu-Gherea și Mihail Cruceanu, arestați în timpul congresului de înființare al partidului din 1921. Printre viitorii lideri comuniști încarcerați acolo s-aua flat Gheorghe Gheorghiu-Dej, Alexandru Drăghici, Alexandru Bârlădeanu și Chivu Stoica. Deținuții politici puteau primi vizitatori săptămânal și aveau voie să lucreze la drumuri, canalizare și în atelierele închisorii.

## Penitenciarul în România comunistă

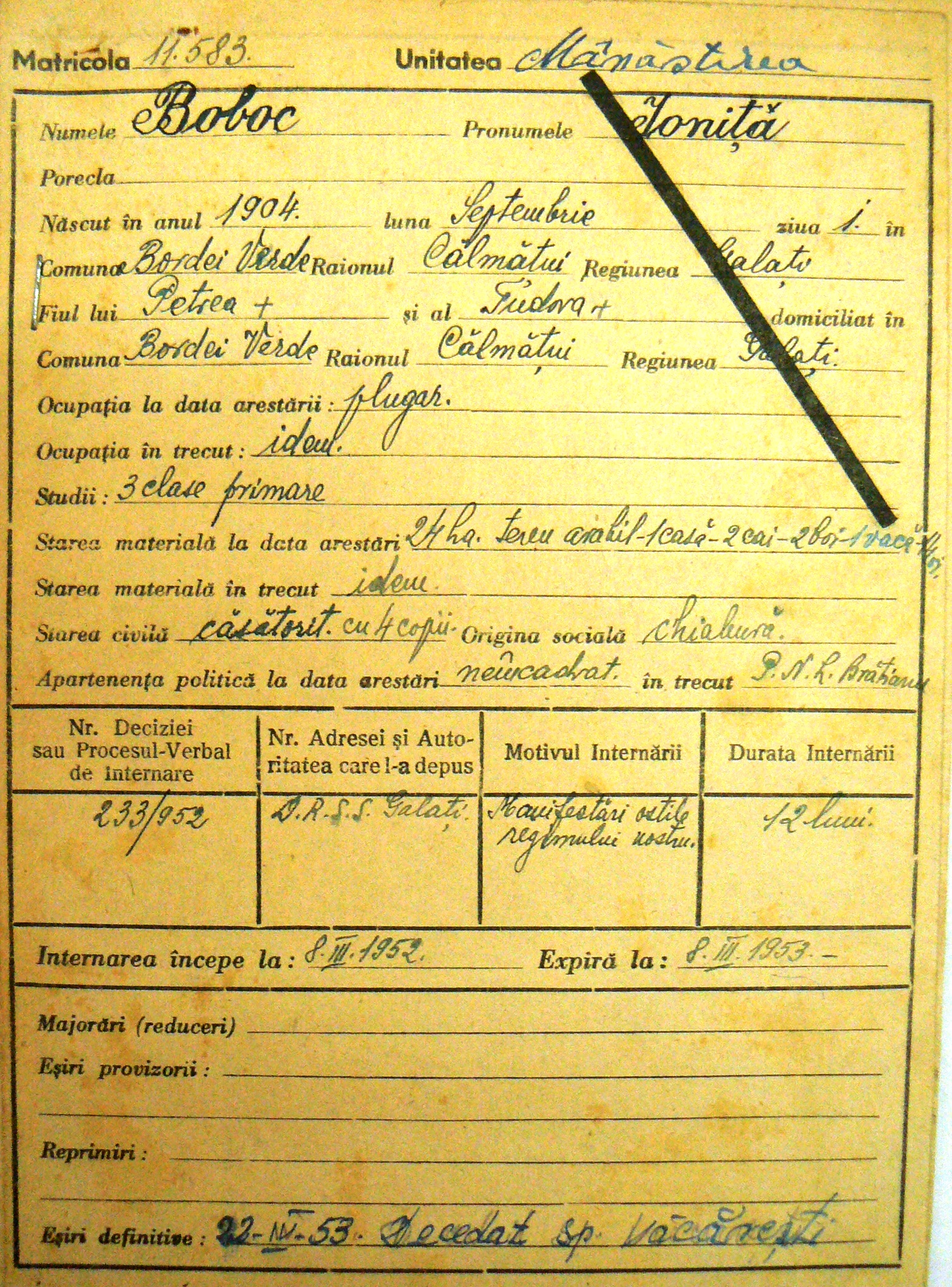
Fișa deținutului politic Ioniță Boboc din comuna Bordei Verde, mort în 1953 la închisoarea Văcăreșt

De la instaurarea guverării comuniste în 1945 și până la închiderea penitenciarului, în 1973, închisoarea Văcărești a reprezentat o închisoare de tranzit atât pentru criminali comuni, cât și pentru deținuți politici. Cei judecați alături de Ion Antonescu au fost deținuți aici, la fel ca și Mircea Vulcănescu și o mulțime de alte figuri, mulți dintre prizonieri fiind în detenție administrativă sau cu pedepsele expirate. Până la sfârșitul anului 1953, închisoarea, supraaglomerată, caza între 2800 și 3000 de persoane,  fiind de la 100 până la 300 de deținuți per celulă.  Deținuților nu li se permitea corespondența, pachetele cu alimente sau vizitele. 
Văcărești a fost doar unul dintre cele trei spitale din sistemul penitenciar. În 1956 erau 560 de pacienți, asistați de paisprezece asistenți de sex masculin cu pregătire minimă și vizitați ocazional de medici care nu făceau, altceva, decât să distribuie pastile. În multe cazuri pacienții vârstnici sufereau de boli incurabile și erau ținuți într-un pat de spital până la moarte. 